# Mustapa Mohamed
Dato Sri Mustapa bin Mohamed är en malayisk politiker. Han är minister för internationell handel och industri och medlem av Malaysias parlament, representerande United Malays National Organisation. Mustapa bin Mohamed har innehaft en rad tjänster inom regeringen, inklusive biträdande finansminister,, företagsminister (Minister for Entrepreneur Development), minister i premiärministerns departement, minister för högre utbildning, samt jordbruks- och industriminister. Till yrket är han (förutom politiker) också ekonom. Sin ekonomiska skolning och examen fick han vid University of Melbourne, Australien, där han också mottog en "First Class Honours degree in Economics" samt från Boston University, där han tagit ut en mastersexamen i Ekonomisk Utveckling (Economic Development).